# Gornja Vranjska
Gornja Vranjska (en serbe cyrillique : Горња Врањска) est une localité de Serbie située sur le territoire de la ville de Šabac, district de Mačva. Au recensement de 2011, elle comptait 1 446 habitants.
Gornja Vranjska est officiellement classée parmi les villages de Serbie.

## Démographie

### Évolution historique de la population
| 1948  | 1953  | 1961  | 1971  | 1981  | 1991  | 2002  | 2011  |
| ----- | ----- | ----- | ----- | ----- | ----- | ----- | ----- |
| 1 772 | 1 855 | 1 731 | 1 565 | 1 671 | 1 627 | 1 582 | 1 446 |

|  |